# 해안수비대 기념비

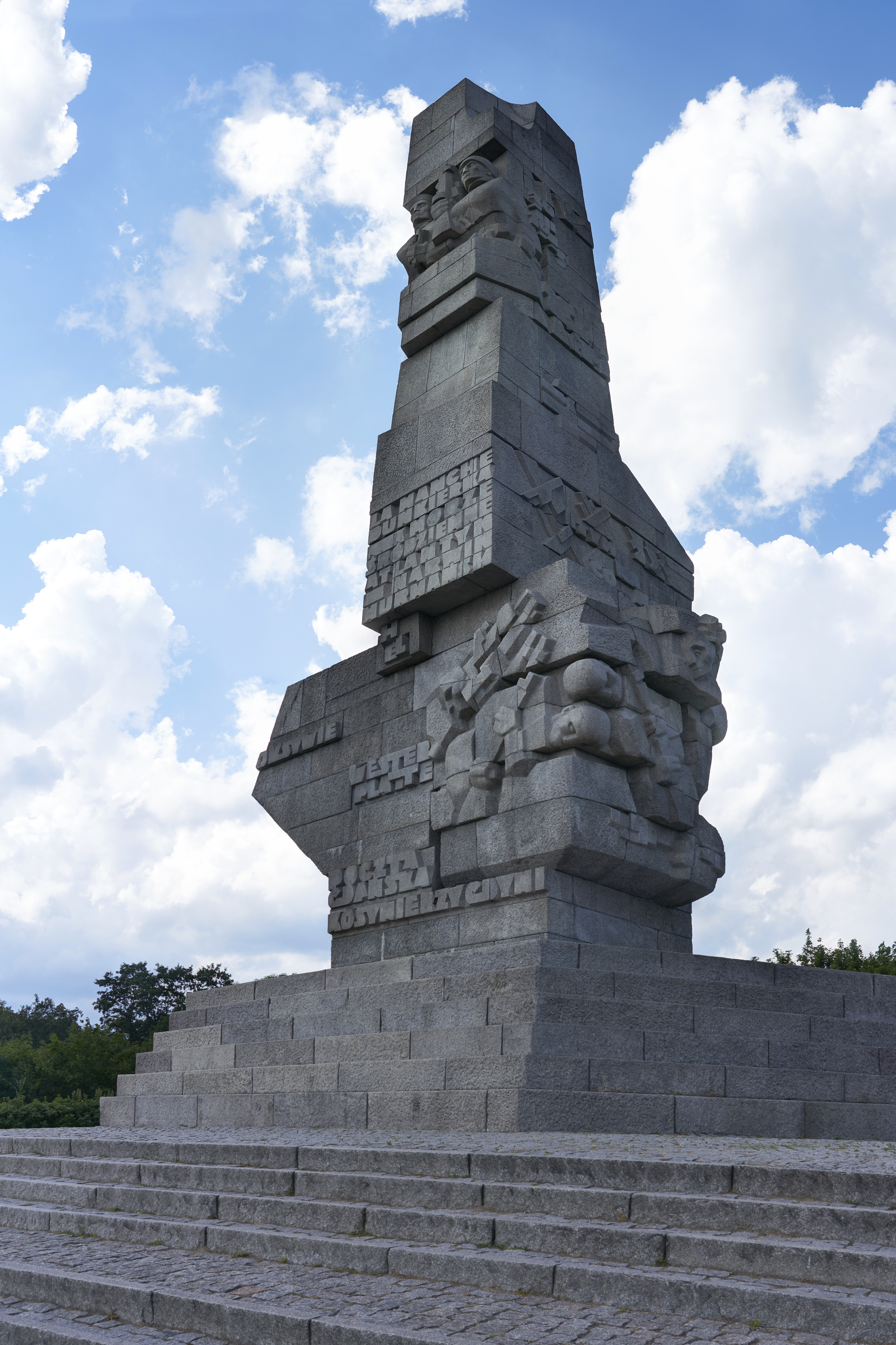
해안수비대 기념비

해안수비대 기념비(폴란드어: Pomnik Obrońców Wybrzeża)는 폴란드 포모제주 그단스크에 있는 기념비다. 베스테르플라테의 그단스크 항구 수로에 위치한 전쟁 기념비로, 1964년~1966년 사이에 건설되었다. 독일이 폴란드를 침공한 첫 번째 전투 중 하나인 베스테르플라테 전투에서 군수 보급 창고를 수비한 폴란드군을 기념하기 위해 건설되었다. 이 전투는 유럽에서 제2차 세계 대전이 발발하였다.